# Благоева, Майя
Майя Благоева (позже Митова, болгарский:Мая Благоева, родилась 25 июля 1956 года) — болгарская гимнастка.

## Спортивные достижения
Семикратный чемпион страны, она принимала участие в соревнованиях по спортивной гимнастике в 1972 году на летних Олимпийских играх в Мюнхене с лучшим индивидуальным результатом — 12-е место в опорном прыжке.

## Биография
Майя Благоева родилась 25 июля 1956 года в маленькой болгарской деревушке Kalenovtsi вблизи сербской границы.
Благоева имеет степень бакалавра в области физического воспитания. Она вышла замуж за Олимпийского тренера по гимнастике Жарко Митова, который был тренером болгарской олимпийской сборной в 1992 году. Имеет многолетний опыт тренерской работы. Как тренер, она подготовила трех гимнастов международного и Олимпийского уровня, в том числе свою дочь Сильвию Митову. В 1990-х годах её семья переехала в США, где Благоева и работает по настоящее время в гимнастическом спортзале в Пенсильвании, вместе с мужем, дочерью и зятем.